# Майк Маккуей
Майк Маккуей (на английски: Mike McQuay) е американски писател на произведения в жанра научна фантастика и романизация на филми. Писал е и под псевдонима Джак Арнет (Jack Arnett).

## Биография и творчество
Майк Денис Маккуей е роден на 3 юни 1949 г. в Балтимор, Мериленд, САЩ. След завършване на гимназията „Макгинес“ в Оклахома Сити, в периода 1967-1970 г. следва в Тексаския университет в Далас. През 70-те години работи различни временни работи.
През 1980 г. е резидент в Университета в Централна Оклахома в Едмънд. Първият му роман „Life-Keeper“ е публикуван през 1980 г. Втората му книга е романизация на филма „Бягство от Ню Йорк“ на Джон Карпентър.
Романът му „Memories“ е номиниран за наградата „Филип К. Дик“ за 1987 г. През 90-те години работи съвместно с писателя Артър Кларк.
Преподава творческо писане в университета в Централна Оклахома в продължение на 10 години.
Има два брака – в периода 1968-1981 г. с Мери Макюи и от 1982 г. до смъртта си с Санди Макюи. Има син и три дъщери.
Майк Маккуей умира от инфаркт на 27 май 1995 г. в Оклахома Сити.

## Произведения

### Самостоятелни романи
- Life-Keeper (1980)
- Escape from New York (1981)
- State of Siege (1984)
- Jitterbug (1984)
- My Science Project (1985)
- The MIA Ransom (1986)
- Memories (1987)
- Pixel (1988)
- The Nexus (1989)
- Puppetmaster (1991)
- Richter 10 (1996) – с Артър Кларк
10-а по Рихтер, изд.: ИК „Бард“, София (1997), прев. Крум Бъчваров

### Серия „Матю Суейн“ (Mathew Swain)
1. Hot Time in Old Town (1981)
2. When Trouble Beckons (1981)
3. The Deadliest Show in Town (1982)
4. The Odds Are Murder (1982)

### Серия „Рамон и Морган“ (Ramon and Morgan)
1. Pure Blood (1985)
2. Mother Earth (1985)

### Серия „Книга на правосъдието“ (Book of Justice) – като Джак Арнет
1. Genocide Express (1989)
2. Zaitech Sting (1990)
3. Death Force (1990)
4. Panama Dead (1990)